# نوویوزه‌یوو
نوویوزه‌یوو (انگلیسی: Novoyuzeyevo) یک شهرک در شهرستان شارانسکی استان باشقیرستان کشور روسیه است.